# Calyptoproctus
Genre
Calyptoproctus est un genre d'insectes hémiptères de la famille des Fulgoridae, de la sous-famille des Poiocerinae, de la tribu des Poiocerini et de la sous-tribu des Calyptoproctina. 

## Liste des espèces
- Calyptoproctus aridus Stål, 1869
- Calyptoproctus coloratus Distant, 1906
- Calyptoproctus confusus Distant, 1906
- Calyptoproctus elegans (Olivier, 1791)
- Calyptoproctus exsiccatus (Stål, 1854)
- Calyptoproctus fuscipennis Distant, 1906
- Calyptoproctus guttipes (Walker, 1858)
- Calyptoproctus marmoratus Spinola, 1839
- Calyptoproctus stigma (Fabricius, 1803)
- Calyptoproctus weyrauchi Lallemand, 1956